# Erioptera ebenina
Erioptera ebenina är en tvåvingeart som beskrevs av Alexander 1926. Erioptera ebenina ingår i släktet Erioptera och familjen småharkrankar. Inga underarter finns listade i Catalogue of Life.